# LIVE AT TOKYO DOME
『LIVE AT TOKYO DOME』（ライブ・アット・トーキョードーム）は、BABYMETALの6作目の映像作品。

## 概要
2016年に東京ドームで開催されたワンマンライブ2daysの模様を収めており、2017年4月12日にDVD（通常盤）とBlu-ray（通常盤/初回限定盤）の3形態で発売された。1日目の「RED NIGHT」は2ndアルバム『METAL RESISTANCE』収録曲を中心に構成され、2日目の「BLACK NIGHT」では1stアルバム『BABYMETAL』収録曲を中心に構成、2日間でセットリストが1曲も重複しない公演となっている。また、2017年4月1日にはメンバーズサイト「THE ONE」会員限定販売の限定盤として『LIVE AT TOKYO DOME - THE ONE LIMITED EDITION -』（同内容のライブ音源を収録した4枚組CDと写真集、オリジナルグッズなどを同梱）が先行リリースされた。

## プロモーション
リリース前の4月1日から計50日間にわたり、東京・大阪・愛知・福岡・北海道の全国5都市の映画館でユニットの軌跡を辿る上映イベント「BABYMETAL FILM FES TOUR」が実施され、映像作品の1作目となる『LIVE 〜LEGEND I、D、Z APOCALYPSE〜』から5作目の『LIVE AT WEMBLEY』、WEB会員限定で販売された映像作品の計15作品が順次公開されたほか、リリース前日の4月11日には先行上映会が全国18カ所の映画館で開催され、先行販売などが行われた。

## チャート成績
オリコンチャートにて、発売初週の4月24日付週間ランキングでDVD版は1.1万枚を売り上げ総合3位に、Blu-ray版は2.6万枚を売り上げ総合1位に初登場、Blu-rayの総合ミュージック映像ランキングでも1位となった。Blu-ray総合ランキングでの1位獲得数は『LIVE IN LONDON -BABYMETAL WORLD TOUR 2014-』が獲得して以来通算3作品目となり、Blu-rayの総合ミュージック映像ランキング1位獲得数は水樹奈々とAKB48に並び、女性アーティストの歴代3位タイを記録、音楽DVD/Blu-rayの売上枚数の合算集計による総合ミュージック映像ランキングでも1位となり、4作品連続の1位獲得となった。また、2017年度の年間ランキングでは、ミュージックDVDランキングで40位、ミュージックBlu-rayランキングで19位を記録した。

## 収録内容

### DVD/Blu-ray
- BABYMETAL WORLD TOUR 2016 LEGEND – METAL RESISTANCE – RED NIGHT (2016.9.19)
  1. Road of Resistance
  2. ヤバッ！
  3. いいね!
  4. シンコペーション
  5. Amore - 蒼星 -
  6. GJ！
  7. 悪夢の輪舞曲
  8. 4の歌
  9. Catch me if you can
  10. ギミチョコ!!
  11. KARATE
  12. Tales of The Destinies
  13. THE ONE − English ver. −

- BABYMETAL WORLD TOUR 2016 LEGEND – METAL RESISTANCE – BLACK NIGHT (2016.9.20)
  1. BABYMETAL DEATH
  2. あわだまフィーバー
  3. ウ・キ・ウ・キ★ミッドナイト
  4. META！メタ太郎
  5. Sis. Anger
  6. 紅月-アカツキ-
  7. おねだり大作戦
  8. NO RAIN, NO RAINBOW
  9. ド・キ・ド・キ☆モーニング
  10. メギツネ
  11. ヘドバンギャー!!
  12. イジメ、ダメ、ゼッタイ

### WEB会員限定盤付属CD
| #  | タイトル               | 作詞 | 作曲・編曲 |
| -- | ---------------------- | ---- | ---------- |
| 1. | 「Road of Resistance」 |      |            |
| 2. | 「ヤバッ！」           |      |            |
| 3. | 「いいね!」            |      |            |
| 4. | 「シンコペーション」   |      |            |
| 5. | 「Amore - 蒼星 -」     |      |            |
| 6. | 「GJ！」               |      |            |
| 7. | 「悪夢の輪舞曲」       |      |            |

| #  | タイトル                     | 作詞 | 作曲・編曲 |
| -- | ---------------------------- | ---- | ---------- |
| 1. | 「4の歌」                    |      |            |
| 2. | 「Catch me if you can」      |      |            |
| 3. | 「ギミチョコ!!」             |      |            |
| 4. | 「KARATE」                   |      |            |
| 5. | 「Tales of The Destinies」   |      |            |
| 6. | 「THE ONE − English ver. −」 |      |            |

| #  | タイトル                        | 作詞 | 作曲・編曲 |
| -- | ------------------------------- | ---- | ---------- |
| 1. | 「BABYMETAL DEATH」             |      |            |
| 2. | 「あわだまフィーバー」          |      |            |
| 3. | 「ウ・キ・ウ・キ★ミッドナイト」 |      |            |
| 4. | 「META！メタ太郎」              |      |            |
| 5. | 「Sis. Anger」                  |      |            |
| 6. | 「紅月-アカツキ-」              |      |            |

| #  | タイトル                      | 作詞 | 作曲・編曲 |
| -- | ----------------------------- | ---- | ---------- |
| 1. | 「おねだり大作戦」            |      |            |
| 2. | 「NO RAIN, NO RAINBOW」       |      |            |
| 3. | 「ド・キ・ド・キ☆モーニング」 |      |            |
| 4. | 「メギツネ」                  |      |            |
| 5. | 「ヘドバンギャー!!」          |      |            |
| 6. | 「イジメ、ダメ、ゼッタイ」    |      |            |

## 参加ミュージシャン
神バンド（バックバンド）
RED NIGHT
- メンバー
  - 大村孝佳 - ギター
  - 藤岡幹大 - ギター
  - BOH - ベース
  - 青山英樹 - ドラムス

BLACK NIGHT
- メンバー
  - 大村孝佳 - ギター
  - Leda - ギター
  - BOH - ベース
  - 青山英樹 - ドラムス